# Debbi Peterson
Deborah Mary "Debbi" Peterson (Los Ángeles, 22 de agosto de 1961) es una baterista estadounidense, popular por su trabajo con la agrupación The Bangles. También aportó su voz en dos sencillos de la banda, "Going Down to Liverpool" (1984) y "Be with You" (1989). Es la hermana menor de Vicki Peterson, vocalista y guitarrista de The Bangles.
Tras la separación de la banda en 1990, Debbi lanzó una carrera en solitario. En 1992, formó el dúo Kindred Spirit junto a Siobhan Maher, de la banda River City People.
Peterson ha estado casada con el ingeniero de sonido inglés Steven Botting desde 1989. Tienen dos hijos.